# Micro Transport Protocol
Micro Transport Protocol або μTP (іноді також uTP) є відкритим варіантом протоколу P2P-обміну файлами BitTorrent на основі UDP, призначеним для пом'якшення недостатньої затримки та інших питань управління перевантаженнями в звичайних торентах з використанням TCP, забезпечуючи при цьому надійну передачу даних.
Він був розроблений для автоматичного уповільнення швидкості, з якою пакети даних передаються між користувачами P2P торент-файлообмінника, коли він стикається з іншими додатками. Наприклад, протокол повинен автоматично дозволяти спільне використання ADSL лінії додатком BitTorrent і веббраузером.
μTP призначений для більш швидкого скачування, так як працює по протоколу UDP, у якому обмін даними відбувається швидше, ніж через протокол TCP. Прискорення досягається за рахунок того, що торент-клієнт бере на себе виконання потрібних функцій, відсутніх в UDP, наприклад, клієнт перевіряє ще раз цілісність даних і, якщо блок невірний, викачує його заново. Також провайдерам набагато складніше блокувати передачу даних через μTP завдяки відсутності суворих, формалізованих відмінностей UDP пакетів звичайного трафіку (формованого, наприклад, мережевими іграми) від трафіку, формованого протоколом μTP, на відміну від TCP пакетів, за змістом полів яких можна робити висновок про їх приналежність до p2p-трафіку.